# Дороти Филдс
Дороти Филдс (Аленхерст, 15. јул 1905 — Њујорк, 28. март 1974) била је америчка либретистка и текстописац. Рођена је као ћерка Луa Филдса, водвиљског забављача и бродвејског продуцента. Њена браћа су била сценариста Херберт и драмски писац Џозеф Филдс. Написала је преко 400 песама, од којих су многе биле хитови, и сматра се једном од првих жена која је имала успешну каријеру у Тин Пан Али и Холивуду.
1936. године њена песма The Way you look tonight, креирана са Џеромом Керном за филм Swing Time, добила је Оскара.

## Детињство
Фиелдс је рођена у Аленхерсту, а одрасла је у Њујорку. 1923. године Филдс је дипломирала на Бенџаминовој школи за девојке у Њујорку. У школи је била изванредна у предметима енглески језик, драма и кошарка. Песме су јој објављене у школском књижевном часопису.
Њена породица је била дубоко укључена у шоу-бизнис. Њен отац, Лу Филдс, био је јеврејски имигрант из Пољске који се удружио са Џоуом Вебером и постао један од најпопуларнијих хумористичких дуа крајем 19. века. Били су познати као водвиљски акт Вебера и Филдса. Када се двојац раздвојио 1904. године, Лев Филдс је наставио каријеру у другом правцу, поставши један од најутицајнијих позоришних продуцената свог времена. Од 1904. до 1916. продуцирао је око 40 бродвејских емисија, а чак је добио и надимак „Краљ музичке комедије“ због својих достигнућа. Њена мајка је била Роуз Херис. Имала је два старија брата, Џозефа и Херберта, који су такође постали успешни на Бродвеју: Џозеф као писац и продуцент и Херберт као писац који је касније постао Доротиин сарадник.
Упркос њеним природним породичним везама са позориштем преко оца, није одобравао њен избор да се бави глумом и учинио је све што је могао да је спречи да постане озбиљна глумица. То је почело када јој је одбио да дозволи да се запосли у акционарском друштву у Јонкерсу. Отуда је Дороти почела да ради као учитељица и лаборанткиња док је тајно предавала радове часописима.